# بيلاونثا
بلدية بيلاونثا (بالإسبانية: Belaunza) هي بلدية تقع في مقاطعة غيبوثكوا التابعة لمنطقة إقليم الباسك شمال إسبانيا.

## الديموغرافيا
يبلغ عدد سكان بلدية بيلاونثا 287 نسمة عام 2011 (وفقاً للمعهد الوطني للإحصاء الإسباني).
| 286 | 322 | 294 | 289 | 306 | 296 | 287 |